# 曼托瓦圍城戰 (1796年—1797年)
曼托瓦圍城戰發生於1796年7月4日至1797年2月2日（中間有一短暫的停火期），拿破崙·波拿巴領導的法國軍隊包圍並封鎖了於曼托瓦的一大批奧地利駐軍，持續多月，最後奧軍投降。奧地利在此次戰役中的挫敗及嚴重傷亡間接導致其在1797年求和。此戰役是法國大革命戰爭的一部份，在第一次反法同盟期間發生。交戰地曼托瓦位於義大利的倫巴底地區，在明喬河畔。
把奧地利軍隊逐出義大利的西北和中北地區後，法國在1796年6月開始把目光投向曼托瓦的堡壘上。七月底，新的奧地利指揮官達戈貝爾·西格蒙德·馮·維爾姆澤率領軍隊南下，成功迫使法軍放棄圍城。然而，奧軍於其後的洛納托及卡斯蒂廖內之戰中落敗，維爾姆澤被逼撤退，只好以食物和駐軍加強堡壘的防禦。維爾姆澤退至阿迪傑河以北後，計劃把軍隊主力經布倫塔河畔的山谷移至巴薩諾。不過，拿破崙一次極為大膽的行動擊潰了保羅·達維多維奇的掩護軍，跟隨維爾姆澤到布倫塔山谷。拿破崙有了九月初在巴薩諾擊敗奧軍的經驗，奧軍解圍部隊被法軍多次擊敗，最終只能逃入曼托瓦。結果，曼托瓦的駐軍增至三萬人，但與外界的援助被切斷，士兵開始死於疾病與飢餓。
之後，奧軍新任解圍軍司令約瑟夫·阿爾文齊又對此堡壘發動兩次解圍作戰，但均以失敗告終，其中最後一次在里沃利戰役慘敗後，奧軍解圍軍大部與堡壘內部的奧軍駐軍都被迫投降，無力再對法軍造成威嚇。

## 围困和封锁

### 维尔姆泽的两次攻势

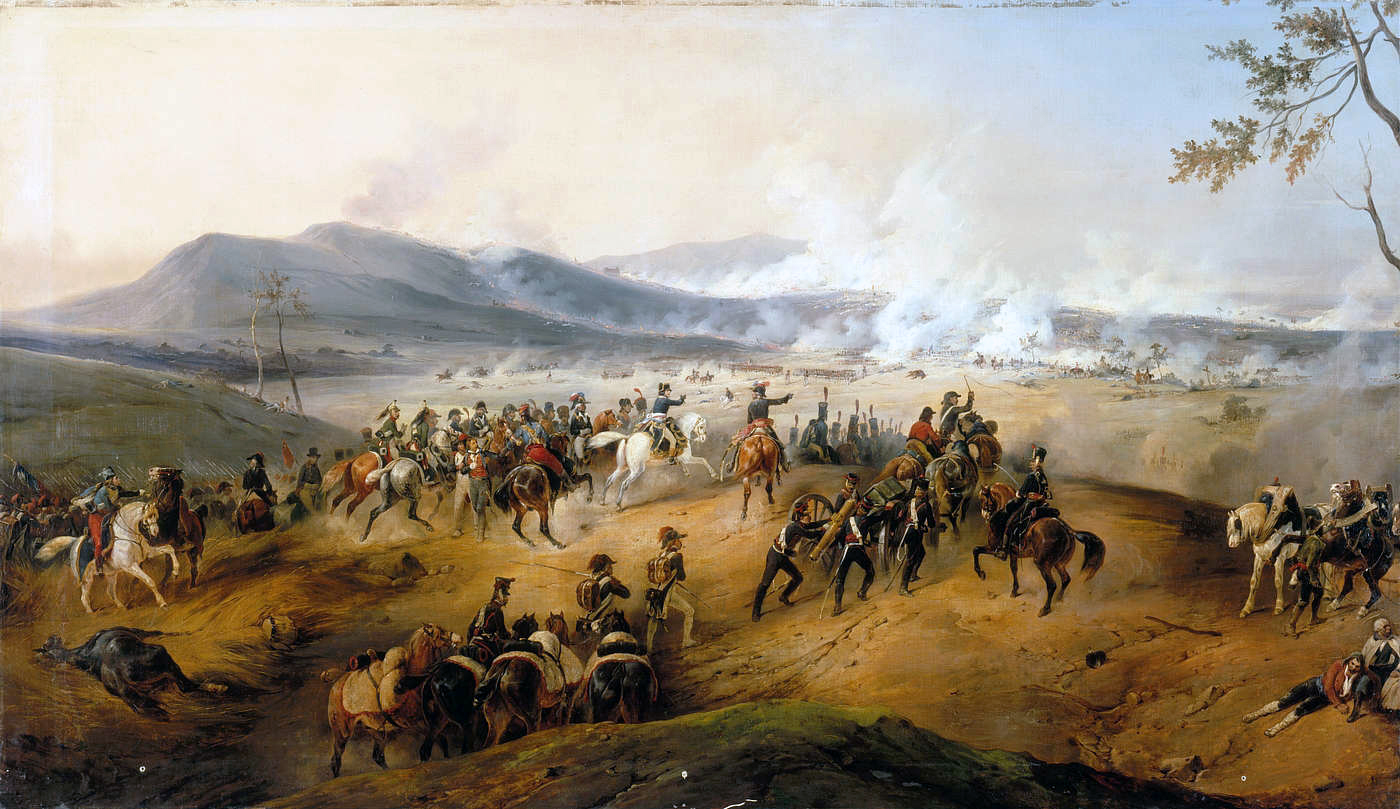
卡斯蒂廖內戰役中的法軍部隊

拿破仑在穩住周遭國家局勢、調動部隊與火砲後，於7月15日開始對1.3萬奧軍駐守的曼托瓦要塞發動進攻。此時拿破崙帳下一共有4.4萬人，分別為安德烈·馬塞納的1.6萬人、皮埃爾·奥热罗的6千人、皮埃爾·索雷的5千人、德皮努瓦的5千人與騎兵預備隊組成，共3.3萬人的監視部隊，以及讓·塞律里埃率領的1.1萬名圍城部隊。同時，奧地利司令讓-皮埃爾·德·博利厄被撤職，由經驗豐富的陸軍元帥達戈貝爾·西格蒙德·馮·維爾姆澤接管指揮。維爾姆澤的部隊總共約5萬人，從蒂羅爾兵分兩路向法軍進攻，其中維爾姆澤3.2萬人的主要部隊沿阿迪杰河谷推進，而闊斯達諾維奇1.8萬人的次要部隊則經加尔达湖西岸向利瓦與萨洛進攻。行軍過程中，維爾姆澤又從主力部隊中抽出部隊前往布倫塔河谷，使其主力減少至2.5萬人。7月29日，維爾姆澤的主要部隊在短暫的接敵後成功擊退法軍，繼續向曼托瓦推進。7月30日，拿破崙放棄圍攻曼托瓦，集結部隊向闊斯達諾維奇的次要部隊進攻。他在8月3日至4日多次派出部隊打擊奧軍，在切斷奧軍退路後迫使3,000名士兵投降。8月5日，拿破崙率主力向索尔费里诺推進，遭遇到維爾姆澤率領的部隊，此時雙方兵力對比為3萬人：2.5萬人，拿破崙擁有兵力優勢。維爾姆澤在卡斯蒂廖内战役中在被重創前撤離，並於6日因被馬塞納在加爾達漁村擊敗，匆忙撤回特伦托。

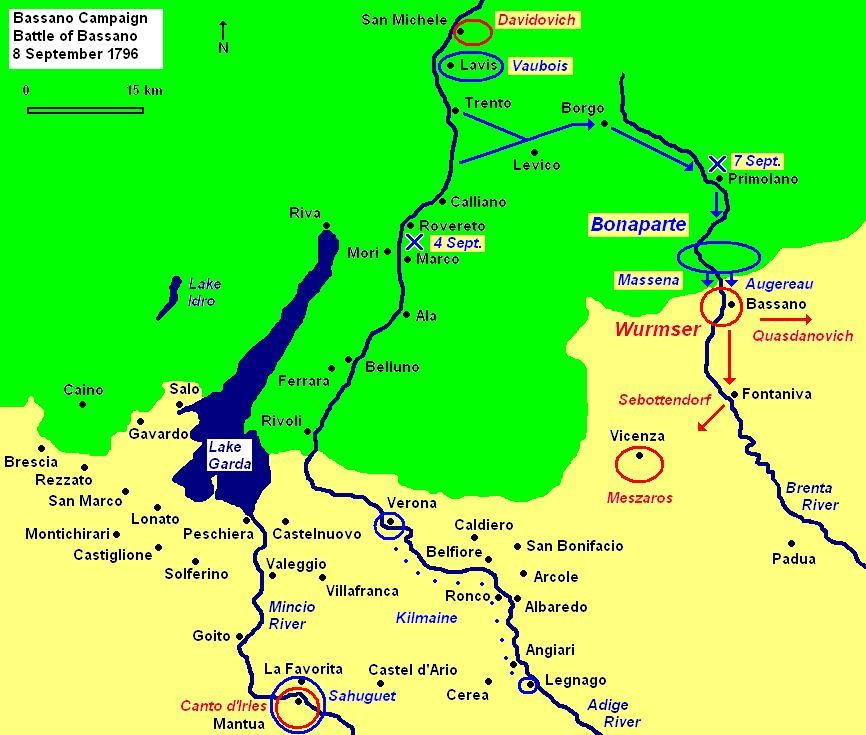
巴薩諾戰役後的追擊

8月底，遭到重創的維爾姆澤軍團補充完畢，兵力達到4.5萬人。奧軍再次兵分兩路，保羅·達維多維奇2萬人的部隊留守特伦托，維爾姆澤親率2.6萬人經布倫塔河谷南下向巴薩諾進軍。拿破崙知曉奧軍計劃後，留下圍城軍與在阿迪杰河下游的部分部隊，親率馬塞納將軍（1.3萬人）與奧熱羅將軍（9千人）經阿迪杰河谷向特倫托進攻，同時派遣沃布瓦將軍（1.1萬人）經加尔达湖西岸迂迴該地奧軍右翼。9月4日，馬塞納的部隊在羅韋雷托戰役中擊敗達維多維奇的奧軍部隊，奧軍撤退向北撤退至拉維斯，此戰令法軍傷亡750人，奧軍則傷亡3,000人。之後，拿破崙命令沃布瓦繼續向北追擊，馬塞納與奧熱羅的部隊則向東進入布倫塔河谷，從後面進攻正向曼托瓦進軍的維爾姆澤部隊。9月7日，法軍部隊在強行軍兩天後，與奧軍後衛相遇，俘虜超過1,500人。隔天，馬塞納與奧熱羅的部隊從兩翼夾擊巴薩諾的奧軍，奧軍在混亂中撤退並有5,000人被俘。維爾姆澤只能率殘兵向其曾試圖解圍的曼托瓦前進，突破法軍封鎖線後，於9月15日逃入其中，令城內的兵力增加至近3萬人。

### 阿爾文齊的兩次攻勢

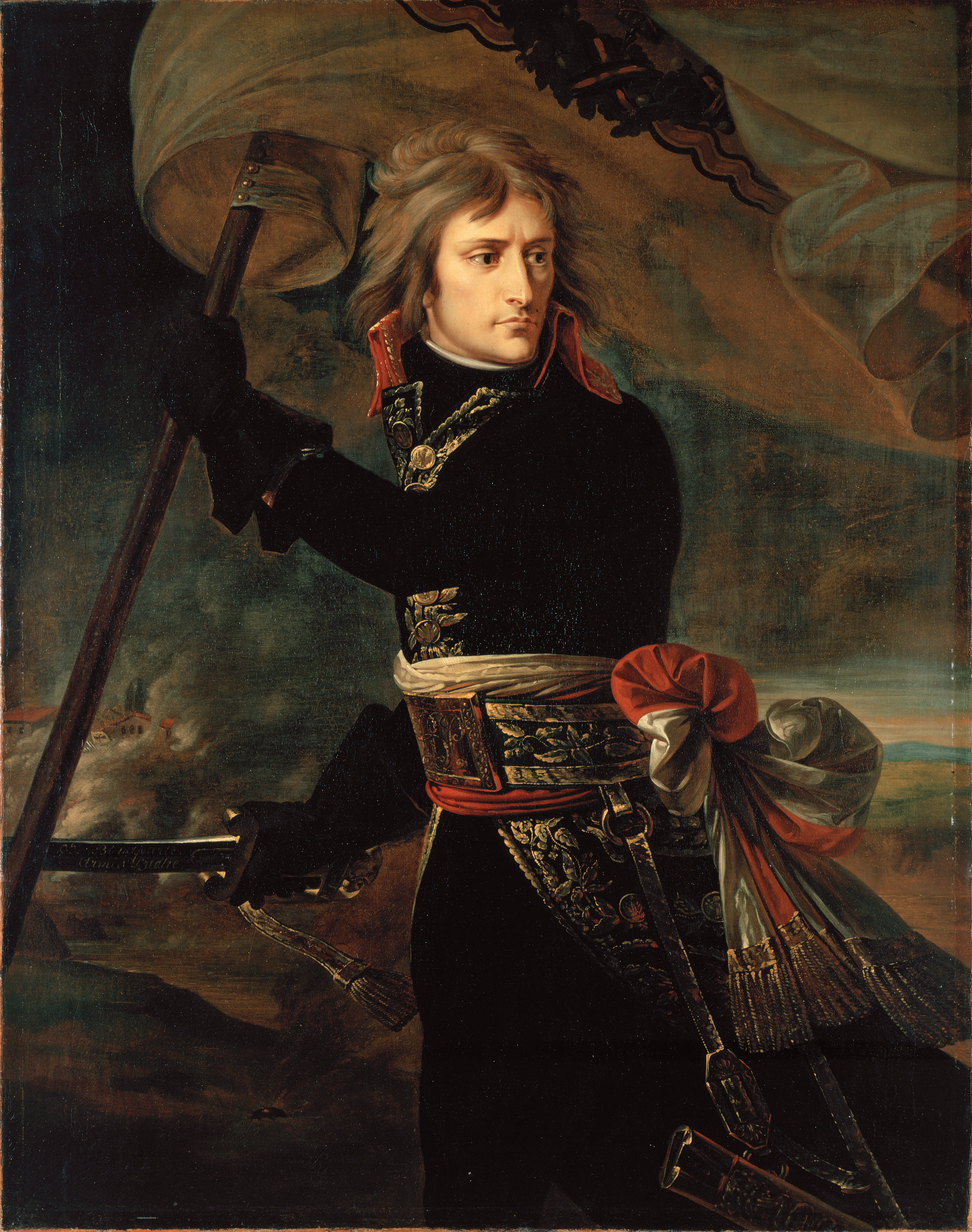
《阿科萊橋上的波拿巴》

10月下旬，奧軍司令部選擇陸軍元帥約瑟夫·阿爾文齊指揮第三次解圍行動，其在弗留利地區共有2.8萬名野戰部隊，連同保羅·達維多維奇在蒂羅爾地區的2萬名野戰部隊，奧軍總數接近5萬人。阿爾文齊計劃其主力部隊將向巴薩諾發起進攻，而達維多維奇則向特倫托進攻。此時排除掉9千人的圍城部隊，拿破崙的野戰部隊約3萬人，他在不知道奧軍兵力情況下，派遣沃布瓦師1萬人沿阿迪杰河谷前去把守特倫托，馬塞納師1萬人在布倫塔河谷把守巴薩諾，奧熱羅師1萬人則作為預備隊駐紮在中下游。11月2日，達維多維奇以優勢兵力逼迫沃布瓦的部隊撤退至卡利亞諾。阿爾文齊2.8萬人的部隊也在此時迫使馬塞納撤出巴薩諾。11月6日，拿破崙下令1.6萬法軍對阿爾文齊在巴薩諾的陣地進攻，法軍在進攻失利後撤退並放棄布倫塔河，以收縮防禦抵禦敵軍優勢兵力。同時，西邊的沃布瓦在卡利亞諾戰役再次被達維多維奇擊敗，於11月7日向里沃利撤退。11月12日，拿破崙在卡爾迪耶羅再次對奧軍進攻，卻因氣候原因失利。拿破崙此時深陷危機，法軍對西邊的達維多維奇、要塞的維爾姆澤與東邊的阿爾文齊都居於劣勢，任何失敗都可能意味著法軍的毀滅。拿破崙於11月14日在维罗纳留下3,000人後，集中馬塞納與奧熱羅的1.7萬人向東迂迴阿爾文齊的側後方。法軍部隊經龍科渡過阿迪杰河進入阿迪杰與阿波內河之間的三角洲，馬塞納負責抵擋從左翼進攻的奧軍，奧熱羅則集中兵力試圖經阿科莱渡過阿波內河切斷奧軍的後方。15日，親臨一線的拿破崙率軍衝上阿科莱橋，但未能控制橋樑。拿破崙顧慮到正面久攻不下，派遣3,000人向南至阿爾巴雷多渡河迂迴奧軍的左翼，但此時他收到沃布瓦求援的信號，迫使其下令主力撤出三角洲。16日，阿爾文齊率主力前來佔領三角洲，但被重啟攻勢的拿破崙逐出。法軍再一次對阿科莱與阿爾巴雷多進攻，卻久攻不下。16日晚，法軍工兵在阿科莱與阿爾巴雷多之間搭起浮橋，奧熱羅部隊的6,000人在隔天經渡橋過河。渡河後的法軍推進至阿科萊前與奧軍交戰，馬塞納的部隊也推進至對岸的阿科萊橋，阿科萊的奧軍在兩側法軍的猛攻下向東北撤退。拿破崙在勝利後迅速回援西邊的沃布瓦，將達維多維奇逼回北邊。

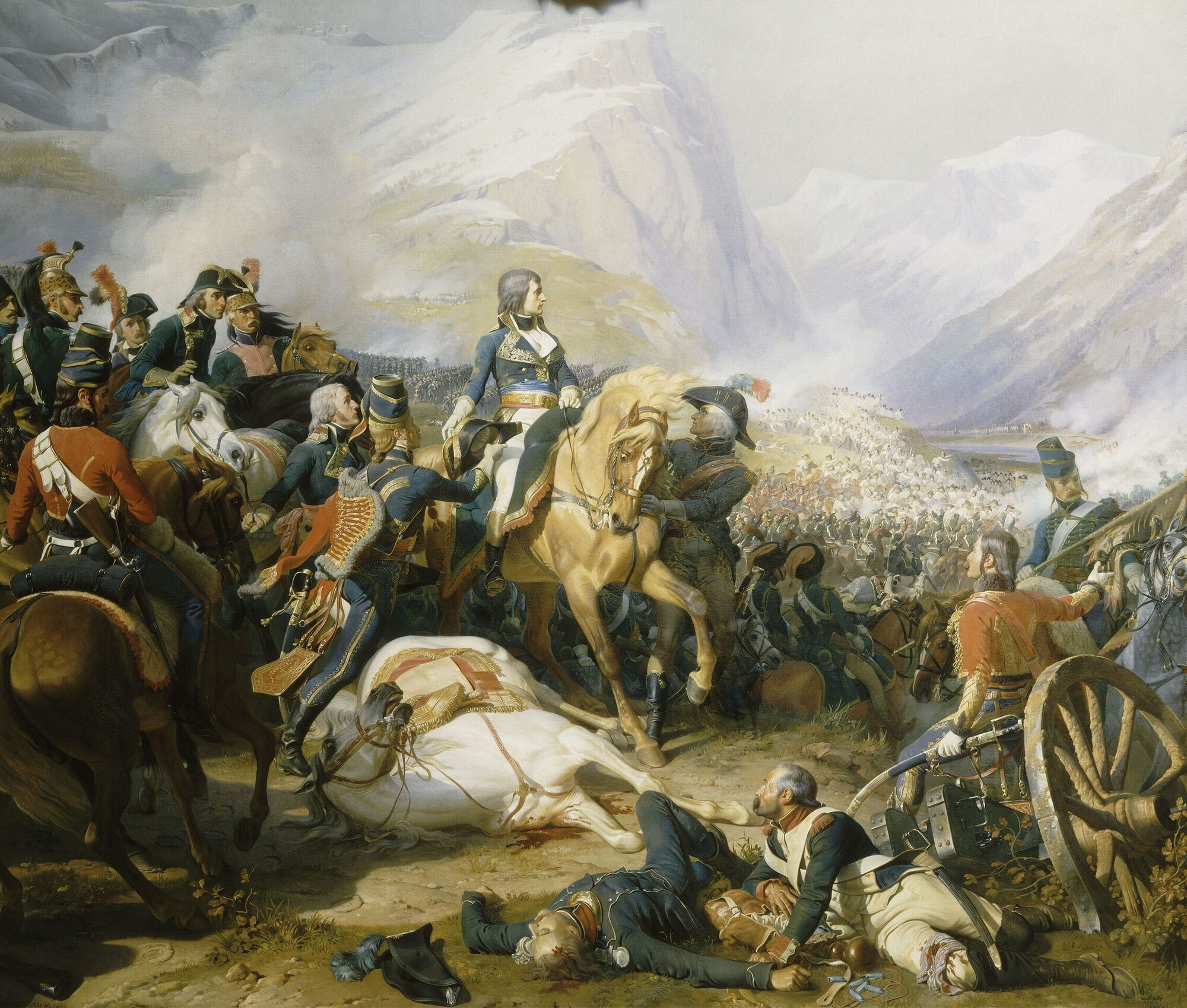
里沃利戰役中的拿破崙·波拿巴

1797年1月，奧軍元帥約瑟夫·阿爾文齊再次組織解圍行動，其兵力被分成三股進攻力量，其親率2.8萬人的主力部隊從特倫托經阿迪杰河谷向南推進，喬瓦尼·普羅韋拉9,000人的部隊與亞當·巴亞利奇6,000人的部隊則從帕多瓦向西前往阿迪杰河下游。法軍3.4萬人的野戰部隊則因情報不明，被迫分散部署於各區域。1月9日，普羅韋拉的先頭部隊擊敗皮埃爾·奧熱羅的前衛部隊，攻佔下游的重要渡口洛尼戈，試圖與被困的奧軍會合。巴亞利奇則對維羅納發動進攻，佔領附近的卡尔迪耶罗並繼續向聖米凱推進，但隨後被安德烈·馬塞納的部隊擊退。阿爾文齊的主力部隊也向南推進，但在12日被巴泰勒米·儒貝爾的部隊擊退。阿爾文齊在隔日重新進攻，將儒貝爾的部隊逼至里沃利台地，儒貝爾通知拿破崙其面對著敵軍主力。拿破崙調派馬塞納與雷伊共1萬人前往支援儒貝爾，並親自接管儒貝爾部隊的指揮。1月14日，阿爾文齊將部隊分為幾個支隊，其親率的1.2萬人從台地北側進攻法軍正面，闊斯達諾維奇與武卡索維奇的1.1萬人將沿河谷向法軍側面的隘口前進，而呂西尼昂的5千人則迂迴至台地南側。拿破崙抵達前線後開始調度，將8,000人移至北側的正面，1,000人調派至隘口防守，剩餘的1,000名步兵與200名騎兵則作為預備隊。上午四點法軍展開了對奧軍的突襲，突破了奧軍的進攻，但因兵力不足再次收縮。上午十點馬塞納的部隊已抵達里沃利，拿破崙下令各部隊反擊，將奧軍重新逐回。奧軍派出的其餘部隊此時完成了迂迴，法軍陷入了「最危難的時刻」。拿破崙表現沉著、鎮定，調派部隊先擊潰隘口的部隊，與此同時，法軍的右翼部隊也將奧軍中央部隊趕到山腳下，俘虜超過1,000人。僅剩的呂西尼昂部隊，在左、中兩軍崩潰的情況下被法軍殲滅。15日阿爾文齊集結敗兵，試圖再次發動反擊，卻再次被法軍擊潰。奧軍在兩天的戰役中共損失1.4萬人，其中有多達1.2萬人被俘。
與此同時，東側的普羅韋拉的部隊向曼托瓦進軍，馬塞納與維克托的部隊在1月16日抵達勒菲弗瑞，與圍城的法軍三面夾擊普羅韋拉的部隊，迫使其七千人全數投降。拿破崙在五天的戰役中摧毀了整支奧軍野戰部隊，後者4.8萬人的部隊僅剩下1.3萬名士兵仍在列。2月2日，突圍無望的維爾姆澤率1.6萬人向拿破崙投降，長達半年的曼托瓦圍城戰結束。

## 奧軍嘗試解圍所發起的戰役
- 洛納托戰役（英语：Battle of Lonato），1796年8月3-4日
- 卡斯蒂廖內戰役，1796年8月5日
- 佩斯基耶拉戰役（法语：Bataille de Peschiera），1796年8月6日
- 羅韋雷托戰役，1796年9月4日
- 巴薩諾戰役（英语：Battle of Bassano），1796年9月8日
- 第二次巴薩諾戰役（英语：Second Battle of Bassano），1796年11月6日
- 卡利亞諾戰役（英语：Battle of Calliano），1796年11月6-7日
- 卡爾迪耶羅戰役 (1796年)（英语：Battle of Caldiero (1796)），1796年9月12日
- 阿爾科萊戰役（英语：Battle of Arcole），1796年9月15-17日
- 里沃利戰役，1797年1月14-15日
- 勒菲弗瑞戰役，1797年1月16日

## 註腳
1. ↑  Chandler Dictionary，第265頁
2. ↑  克劳塞维茨a 2019，第141-143頁.
3. ↑  Connelly 2006，第27頁.
4. ↑  克劳塞维茨a 2019，第145-146頁.
5. 1 2 3  Connelly 2006，第28頁.
6. ↑  克劳塞维茨a 2019，第150-151頁.
7. ↑  Haythornthwaite 1993，第11頁.
8. ↑  羅伯茨 2016，第137頁.
9. ↑  馬歇爾-康沃爾 2000，第75頁.
10. ↑  克劳塞维茨a 2019，第170頁.
11. ↑  Connelly 2006，第29頁.
12. ↑  克劳塞维茨a 2019，第173頁.
13. ↑  Boycott-Brown 2001，第419頁.
14. 1 2  馬歇爾-康沃爾 2000，第76頁.
15. ↑  Boycott-Brown 2001，第432頁.
16. ↑  克劳塞维茨a 2019，第220頁.
17. ↑  Boycott-Brown 2001，第437-438頁.
18. 1 2  Boycott-Brown 2001，第440頁.
19. 1 2  馬歇爾-康沃爾 2000，第77頁.
20. ↑  克劳塞维茨a 2019，第241-242頁.
21. 1 2  Boycott-Brown 2001，第447頁.
22. ↑  Boycott-Brown 2001，第453頁.
23. ↑  克劳塞维茨a 2019，第254頁.
24. ↑  Chandler 2009，第105頁.
25. ↑  Chandler 2009，第106頁.
26. 1 2  Haythornthwaite 1993，第15頁.
27. 1 2 3  馬歇爾-康沃爾 2000，第78頁.
28. ↑  Boycott-Brown 2001，第470頁.
29. ↑  Chandler 2009，第112頁.
30. ↑  Connelly 2012，第92頁.
31. ↑  Haythornthwaite 1993，第16頁.
32. 1 2  王朝田 & 梁湖南 1985，第90頁.
33. ↑  Colson & Mikaberidze 2022，第346頁.
34. ↑  王朝田 & 梁湖南 1985，第92頁.
35. 1 2  馬歇爾-康沃爾 2000，第83頁.
36. 1 2  布魯斯, 迪基 & et al. 2010，第20頁.
37. ↑  克劳塞维茨a 2019，第318頁.
38. ↑  克劳塞维茨a 2019，第319頁.
39. 1 2  王朝田 & 梁湖南 1985，第94頁.
40. ↑  克劳塞维茨a 2019，第321頁.
41. ↑  Boycott-Brown 2001，第515頁.
42. ↑  Chandler 2009，第120頁.
43. ↑  Chandler 2009，第121頁.
44. ↑  馬歇爾-康沃爾 2000，第84頁.